# Jamatokórijama
Jamatokórijama (japonsky 大和郡山市) je město v prefektuře Naře v Japonsku. K roku 2019 v něm žilo přes čtyřiaosmdesát tisíc obyvatel.

## Poloha
Jamatokórijama leží ve vnitrozemí na jihu Honšú, největšího japonského ostrova. Nara, hlavní město prefektury, leží severně od ní.

## Dějiny
Jedná se o staré město, které historicky tvořilo podhradí. Na hradě se od období Edo vystřídala řada klanů, od roku 1615 Mizuno, od roku 1619 Okudaira, od roku 1639 Honda, od roku 1679 Macudaira, od roku 1685 znovu Honda a od roku 1724 Janagisawa.
Od 1. ledna 1954 je Jamatokórijama městem.